# Pseudodifferentialoperator
Ein Pseudodifferentialoperator ist eine mathematische Funktion, die eine Erweiterung des Konzepts des Differentialoperators darstellt. Sie sind ein wichtiger Bestandteil der Theorie der partiellen Differentialgleichungen sowie der mikrolokalen Analysis. Die Grundlagen der Theorie stammen von Lars Hörmander. Eingeführt wurden sie 1965 durch Joseph Kohn und Louis Nirenberg.

## Motivation

### Lineare Differentialoperatoren mit konstanten Koeffizienten
Man betrachte den linearen Differentialoperator mit konstanten Koeffizienten
{\displaystyle p(D):=\sum _{\alpha }a_{\alpha }\,D^{\alpha }}
der auf dem Raum der glatten Funktionen mit kompaktem Träger in {\displaystyle \mathbb {R} ^{n}} operiert. Er kann als Komposition einer Fouriertransformation, einer einfachen Multiplikation mit dem Polynom (dem sogenannten Symbol)
{\displaystyle p(\xi )=\sum _{\alpha }a_{\alpha }\,\xi ^{\alpha }}
und der inversen Fouriertransformation:
{\displaystyle (1)\quad p(D)u(x)={\frac {1}{(2\pi )^{n}}}\int _{\mathbb {R} ^{n}}\int _{\mathbb {R} ^{n}}\mathrm {e} ^{\mathrm {i} (x-y)\xi }p(\xi )u(y)\,\mathrm {d} y\,\mathrm {d} \xi }
geschrieben werden. Dabei ist {\displaystyle \alpha =(\alpha _{1},\dots ,\alpha _{n})\in \mathbb {N} _{0}^{n}}
ein Multiindex,
{\displaystyle D^{\alpha }=(-i\partial _{1})^{\alpha _{1}}\dots (-i\partial _{n})^{\alpha _{n}}}
ein Differentialoperator,
{\displaystyle \partial _{j}}
steht für Ableitung nach der {\displaystyle j}-ten Komponente und
{\displaystyle a_{\alpha }\,} sind komplexe Zahlen.
Analog ist ein Pseudodifferentialoperator {\displaystyle P} mit Symbol {\displaystyle p(x,\xi )} auf {\displaystyle \mathbb {R} ^{n}} ein Operator der Form
{\displaystyle (2)\quad Pu(x)={\frac {1}{(2\pi )^{n}}}\int _{\mathbb {R} ^{n}}\int _{\mathbb {R} ^{n}}\mathrm {e} ^{\mathrm {i} (x-y)\xi }p(x,\xi )u(y)\,\mathrm {d} y\,\mathrm {d} \xi },
mit einer allgemeineren Funktion {\displaystyle p} im Integranden, wie unten weiter ausgeführt wird.
Herleitung von Formel (1)
Die Fouriertransformation einer glatten Funktion
{\displaystyle u}
mit kompaktem Träger in
{\displaystyle \mathbb {R} ^{n}} ist
{\displaystyle {\hat {u}}(\xi ):=\int \mathrm {e} ^{-\mathrm {i} y\xi }u(y)\,\mathrm {d} y}
und inverse Fouriertransformation ergibt
{\displaystyle u(x)={\frac {1}{(2\pi )^{n}}}\int \mathrm {e} ^{\mathrm {i} x\xi }{\hat {u}}(\xi )\,\mathrm {d} \xi ={\frac {1}{(2\pi )^{n}}}\int \int \mathrm {e} ^{\mathrm {i} (x-y)\xi }u(y)\,\mathrm {d} y\,\mathrm {d} \xi \,.}
Wendet man {\displaystyle p(D)} auf diese Darstellung von {\displaystyle u} an und benutzt
{\displaystyle p(D)\,\mathrm {e} ^{\mathrm {i} (x-y)\xi }=\mathrm {e} ^{\mathrm {i} (x-y)\xi }\,p(\xi )},
erhält man (1).

### Darstellung von Lösungen von partiellen Differentialgleichungen
Um eine partielle Differentialgleichung
{\displaystyle p(D)\,u=f}
zu lösen, werden beide Seiten (formal) fouriertransformiert, wobei sich algebraische Gleichungen ergeben:
{\displaystyle p(\xi )\,{\hat {u}}(\xi )={\hat {f}}(\xi )}.
Falls das Symbol
{\displaystyle p(\xi )}
immer ungleich Null ist für
{\displaystyle \xi \in \mathbb {R} ^{n}},
kann man durch
{\displaystyle p(\xi )} dividieren:
{\displaystyle {\hat {u}}(\xi )={\frac {1}{p(\xi )}}{\hat {f}}(\xi )}
Die Lösung lautet dann mit Anwendung der umgekehrten Fouriertransformation:
{\displaystyle u(x)={\frac {1}{(2\pi )^{n}}}\int \mathrm {e} ^{\mathrm {i} x\xi }{\frac {1}{p(\xi )}}{\hat {f}}(\xi )\,\mathrm {d} \xi }.
Dabei wird folgendes vorausgesetzt:
1. {\displaystyle p(D)} ist ein linearer Differentialoperator mit konstanten Koeffizienten,
2. sein Symbol {\displaystyle p(\xi )} ist niemals Null für {\displaystyle \xi \in \mathbb {R} ^{n}},
3. sowohl {\displaystyle u} als auch {\displaystyle f} haben wohldefinierte Fouriertransformierte.

Die letzte Annahme kann mit der Theorie der Distributionen abgeschwächt werden. Die ersten beiden Annahmen können wie folgt abgeschwächt werden:
Man setze in der letzten Formel die Fouriertransformation von {\displaystyle f} ein:
{\displaystyle u(x)={\frac {1}{(2\pi )^{n}}}\int \int \mathrm {e} ^{\mathrm {i} (x-y)\xi }{\frac {1}{p(\xi )}}f(y)\,\mathrm {d} y\,\mathrm {d} \xi }.
Das ist ähnlich Formel (1), nur dass {\displaystyle {\tfrac {1}{p(\xi )}}} kein Polynom ist, sondern eine Funktion allgemeinerer Art.

## Definition des Pseudodifferentialoperators

### Die Symbolklasse
Ist {\displaystyle a(x,\xi )} eine unendlich oft differenzierbare Funktion auf
{\displaystyle \Omega \times \mathbb {R} ^{n}}, {\displaystyle \Omega } offen, {\displaystyle m\in \mathbb {R} }, mit
{\displaystyle |\partial _{\xi }^{\alpha }\partial _{x}^{\beta }a(x,\xi )|\leq C_{\alpha ,\beta ,K}\,(1+|\xi |)^{m-|\alpha |}}
für alle {\displaystyle x\in K}, wobei {\displaystyle K\subset \Omega } kompakt ist, für alle {\displaystyle \xi }, alle Multiindizes {\displaystyle \alpha ,\beta }, eine Konstante
{\displaystyle C_{\alpha ,\beta ,K}}, so gehört {\displaystyle a} zur Symbolklasse {\displaystyle S^{m}(\Omega \times \mathbb {R} ^{n})}.

### Pseudodifferentialoperator
Sei wieder {\displaystyle a} eine glatte Funktion aus der Symbolklasse {\displaystyle S^{m}(X\times \mathbb {R} ^{n})} mit {\displaystyle X\subset \mathbb {R} ^{n}}. Ein Pseudodifferentialoperator der Ordnung m ist gewöhnlicherweise eine Abbildung
{\displaystyle {\mathcal {D}}(X)\to {\mathcal {E}}(X)\quad {\text{bzw.}}\quad {\mathcal {S}}(X)\to {\mathcal {S}}(X),}
welche durch
{\displaystyle (Pu)(x)={\frac {1}{(2\pi )^{n}}}\int _{\mathbb {R} ^{n}}\int _{\mathbb {R} ^{n}}\mathrm {e} ^{\mathrm {i} (x-y)\xi }a(x,\xi )u(y)\,\mathrm {d} y\,\mathrm {d} \xi }
definiert ist. Der Raum {\displaystyle {\mathcal {D}}} ist der Raum der Testfunktionen, {\displaystyle {\mathcal {E}}} ist der Raum der glatten Funktionen und {\displaystyle {\mathcal {S}}} ist der Schwartz-Raum.

### Eigentlich getragener Pseudodifferentialoperator
Sei {\displaystyle P} ein Pseudodifferentialoperator. Im Folgenden sei
{\displaystyle K_{P}(x,y):=\int _{\mathbb {R} ^{n}}\mathrm {e} ^{\mathrm {i} (x-y)\xi }a(x,\xi )\,\mathrm {d} \xi }
der Integralkern des Operators {\displaystyle P}. Der Pseudodifferentialoperator {\displaystyle P} heißt eigentlich getragen, falls die Projektionen {\displaystyle \pi _{1},\pi _{2}:\operatorname {supp} (K_{P})\to X} eigentlich sind.

## Eigenschaften
- Lineare Differentialoperatoren der Ordnung m mit glatten, beschränkten Koeffizienten können als Pseudodifferentialoperatoren der Ordnung m aufgefasst werden.
- Der Integralkern

{\displaystyle K(x,y):=\int _{\mathbb {R} ^{n}}^{OS}\mathrm {e} ^{\mathrm {i} \langle x-y,\xi \rangle }a(x,\xi )\,\mathrm {d} \xi }
ist außer auf der Diagonalen {\displaystyle \{(x,y)|x=y\}} ein glatter Schwartz-Kern.
- Die Transponierte eines Pseudodifferentialoperators ist ebenfalls wieder ein Pseudodifferentialoperator.
- Falls ein linearer Differentialoperator der Ordnung m elliptisch ist, ist sein Inverses ein Pseudodifferentialoperator der Ordnung −m. Man kann also lineare, elliptische Differentialgleichungen mehr oder weniger explizit mit Hilfe der Theorie der Pseudodifferentialoperatoren lösen.
- Differentialoperatoren sind lokal. Das bedeutet, dass man nur den Wert einer Funktion in der Umgebung eines Punktes zu kennen braucht, um die Wirkung des Operators zu bestimmen. Pseudodifferentialoperatoren sind pseudolokal, das bedeutet, dass diese den singulären Träger einer Distribution nicht vergrößern. Es gilt also
{\displaystyle \operatorname {sing\,supp} (Au)\subset \operatorname {sing\,supp} (u)}.
- Da der Schwartz-Raum dicht im Raum der quadratintegrierbaren Funktionen {\displaystyle L^{2}} liegt, ist es möglich mittels Stetigkeitsargumenten einen Pseudodifferentialoperator auf {\displaystyle L^{2}} fortzusetzen. Gilt außerdem {\displaystyle A\in \Psi ^{0}(\mathbb {R} ^{n}\times \mathbb {R} ^{n})} dann ist {\displaystyle A\colon L^{2}(\mathbb {R} ^{n})\to L^{2}(\mathbb {R} ^{n})} ein beschränkter also stetiger Operator.

### Komposition von Pseudodifferentialoperatoren
Pseudodifferentialoperatoren mit dem Schwartz-Raum {\displaystyle {\mathcal {S}}(\mathbb {R} ^{n})} als Definitionsbereich bilden diesen in sich selbst ab. Sie sind sogar ein Isomorphismus auf {\displaystyle {\mathcal {S}}(\mathbb {R} ^{n})}. Außerdem bilden eigentlich getragene Pseudodifferentialoperatoren den Raum {\displaystyle C_{c}^{\infty }(\mathbb {R} ^{n})} in sich ab. Daher ist es möglich für solche Operatoren die Komposition zweier Pseudodifferentialoperatoren zu betrachten, was wieder einen Pseudodifferentialoperatoren ergibt.
Seien {\displaystyle a\in S^{m_{1}}(X\times \mathbb {R} ^{n})} und {\displaystyle b\in S^{m_{2}}(X\times \mathbb {R} ^{n})} zwei Symbole und seien {\displaystyle P_{a}} und {\displaystyle P_{b}} die entsprechenden Pseudodifferentialoperatoren, dann ist {\displaystyle P_{a}\circ P_{b}} wieder ein Pseudodifferentialoperator. Das Symbol {\displaystyle c} des Operators {\displaystyle P_{a}\circ P_{b}} ist ein Element des Raums {\displaystyle S^{m_{1}+m_{2}}(X\times \mathbb {R} ^{n})} und es hat die asymptotische Entwicklung
{\displaystyle c\sim \sum _{\mu =0}^{\infty }{\frac {(-i)^{|\mu |}}{\mu !}}{\frac {\partial ^{\mu }a}{\partial \xi ^{\mu }}}(x,\xi ){\frac {\partial ^{\mu }b}{\partial x^{\mu }}}(x,\xi )\,,}
was
{\displaystyle c-\sum _{\mu <N}{\frac {(-i)^{|\mu |}}{\mu !}}{\frac {\partial ^{\mu }a}{\partial \xi ^{\mu }}}(x,\xi ){\frac {\partial ^{\mu }b}{\partial x^{\mu }}}(x,\xi )\in S^{m_{1}+m_{2}-N}(X\times \mathbb {R} ^{n})}
bedeutet.

### Adjungierter Operator
Für jedes Paar {\displaystyle \phi ,\,\psi } von Schwartz-Funktionen sei
{\displaystyle (\phi ,\psi )=\int _{X}\phi (x){\overline {\psi (x)}}\mathrm {d} x}
eine Bilinearform und sei {\displaystyle P\colon {\mathcal {S}}(X)\to {\mathcal {S}}(X)} ein Pseudodifferentialoperator mit Symbol {\displaystyle a\in S^{m}(X\times \mathbb {R} ^{n})}. Dann ist der formal adjungierte Operator {\displaystyle P^{*}} bezüglich {\displaystyle (\cdot ,\cdot )} wieder ein Pseudodifferentialoperator und sein Symbol {\displaystyle a^{*}} ist ein Element des Raums {\displaystyle S^{m}(X\times \mathbb {R} ^{n})} und es hat die asymptotische Entwicklung
{\displaystyle a^{*}\sim \sum _{\mu =0}^{\infty }{\frac {(-i)^{|\mu |}}{\mu !}}\,{\frac {\partial ^{\mu }}{\partial x^{\mu }}}{\frac {\partial ^{\mu }b}{\partial \xi ^{\mu }}}\,{\overline {a(x,\xi )}}\,.}

## Pseudodifferentialoperatoren auf Distributionenräumen
Mit Hilfe des formal adjungierten Operators ist es möglich Pseudodifferentialoperatoren auf Distributionenräumen zu definieren. Dazu betrachtet man statt der Bilinearform {\displaystyle (\cdot ,\cdot )} die duale Paarung {\displaystyle (\cdot ,\cdot )_{{\mathcal {S}}'(\mathbb {R} ^{n})\times {\mathcal {S}}(\mathbb {R} ^{n})}} zwischen dem Schwartz-Raum und seinem Dualraum. Die duale Paarung kann als stetige Fortsetzung von {\displaystyle (\cdot ,\cdot )} verstanden werden. Daher ist es möglich Pseudodifferentialoperatoren auf dem Dualraum des Schwartz-Raum also dem Raum der temperierten Distributionen zu definieren.
Sei {\displaystyle P\colon {\mathcal {S}}(\mathbb {R} ^{n})\to {\mathcal {S}}(\mathbb {R} ^{n})} ein Pseudodifferentialoperator und {\displaystyle u\in {\mathcal {S}}'(\mathbb {R} ^{n})} eine temperierte Distribution. Dann ist der fortgesetzte Operator {\displaystyle {\tilde {P}}\colon {\mathcal {S}}'(\mathbb {R} ^{n})\to {\mathcal {S}}'(\mathbb {R} ^{n})} für alle {\displaystyle v\in {\mathcal {S}}(\mathbb {R} ^{n})} definiert durch
{\displaystyle ({\tilde {P}}u,v)_{{\mathcal {S}}'(\mathbb {R} ^{n})\times {\mathcal {S}}(\mathbb {R} ^{n})}:=(u,P^{*}v)_{{\mathcal {S}}'(\mathbb {R} ^{n})\times {\mathcal {S}}(\mathbb {R} ^{n})}\,.}
Für Pseudodifferentialoperatoren {\displaystyle P\colon {\mathcal {D}}(\mathbb {R} ^{n})\to {\mathcal {E}}(\mathbb {R} ^{n})} gilt Analoges. Der bezüglich der Bilinearform {\displaystyle (\cdot ,\cdot )} adjungierte Operator ist ein Pseudodifferentialoperator {\displaystyle P^{*}\colon {\mathcal {E}}(\mathbb {R} ^{n})\to {\mathcal {D}}(\mathbb {R} ^{n})} und diesen kann man ebenfalls analog zu einem Operator {\displaystyle {\tilde {P}}\colon {\mathcal {E}}'(\mathbb {R} ^{n})\to {\mathcal {D}}'(\mathbb {R} ^{n})} stetig fortsetzen. Dabei ist {\displaystyle {\mathcal {D}}'(\mathbb {R} ^{n})} der Raum der Distributionen und {\displaystyle {\mathcal {E}}'(\mathbb {R} ^{n})} der Raum der Distributionen mit kompaktem Träger.

## Pseudodifferentialoperatoren auf Mannigfaltigkeiten
Sei {\displaystyle C_{c}^{\infty }(X)} der Raum der Testfunktionen auf {\displaystyle X\subset \mathbb {R} ^{n}}, sei {\displaystyle M} eine kompakte glatte Mannigfaltigkeit und sei {\displaystyle (U_{j},\phi _{i})} eine Karte von {\displaystyle M}. Eine stetige Abbildung
{\displaystyle P\colon C^{\infty }(M)\to C^{\infty }(M)}
ist ein Pseudodifferentialoperator, falls er lokal in jeder Karte wie ein Pseudodifferentialoperator in {\displaystyle \mathbb {R} ^{n}} dargestellt werden kann. Konkret heißt dies, {\displaystyle P} ist ein Pseudodifferentialoperator, falls für {\displaystyle \psi _{0},\,\psi _{1}\in C_{c}^{\infty }(U_{j})} mit {\displaystyle \psi _{1}=1} in einer Umgebung von {\displaystyle \operatorname {supp} (\psi _{0})} der Operator
{\displaystyle {\tilde {P}}_{i}(u)(y):=\psi _{0}(x)\cdot P(\psi _{1}\cdot u\circ \phi _{i})(x)}
mit {\displaystyle y=\phi _{i}(x)} und {\displaystyle u\in C^{\infty }(\phi _{i}(\Omega _{i}))} ein Pseudodifferentialoperator ist.

## Weblink
- Mark Joshi, Vorlesungen über Pseudodifferentialoperatoren, englisch